# 坂東保長
坂東 保長（ばんどう やすなが、生没年不詳）は、安土桃山時代の人物。民部大輔、伊賀守を称した。

## 生涯
十河存保の子。
坂東長康著『阿波国守護職三好家略記』によれば、天正10年（1582年）9月、勝瑞から秋月村（阿波郡あるいは坂東郡）に移り住み、のちに坂東氏を称した。

## 家族
- 妻：秋月城城主中務大夫の娘[3]。
- 子・保久（五郎右衛門）は庄屋を務めた[1]。その子孫は、代々「五郎右衛門」を称し、大庄屋として続いた[1]。

## 家紋
家紋は、存保の馬印である轡紋を定紋とした。

## 異説
一説には、三好長慶の叔父・三好康長（笑岩）ではないかともされる。保長は合戦に敗れて自刃する際、娘に軍資金を託した。娘はその資金で阿波市成当（なりとう）の部落を建設し、成当姫と称されたという。地元には子孫が建立した坂東伊賀守神社がある。